# Roter Kuckuckskauz
Der Rote Kuckuckskauz (Ninox lurida) ist eine Eulenart aus der Gattung der Buschkäuze. Er galt lange als Unterart des Boobookkauzes (Ninox boobook). Der Artstatus ist weiterhin ungesichert.

## Merkmale
Die Länge beträgt 28 bis 30 Zentimeter, das Gewicht 207 bis 221 Gramm. Die Oberseite ist einfarbig sehr dunkel kastanienbraun, die Schulterfedern sind schmal zimtbraun gesäumt. Die Unterseite ist goldbraun mit feiner gelbbrauner Fleckung. Die Augen sind grünlich gelb, Schnabel und Wachshaut gräulich. Die rehbraun befiederten Beine haben graubraune Zehen mit schwärzlichen Krallen.
Der Boobookkauz und die anderen Formen der Kuckuckskäuze sind alle heller, oben weißlich gefleckt und mit dunkler Augenmaske ausgestattet.

## Lebensweise
Der Rote Kuckuckskauz lebt im Bergregenwald und ernährt sich vermutlich von Insekten. Sein Gesang ähnelt dem des Boobookkauzes, ist aber weniger klar.

## Verbreitung
Er bewohnt die Atherton Tablelands im Nordosten des australischen Bundesstaates Queensland.